# ФК Челик Никшић
ФК Челик, црногорски је фудбалски клуб из Никшића, који се тренутно такмичи у регији Центар у оквиру Треће лиге Црне Горе. Основан је 1957. године од стране радника фабрике Жељезара Никшић. Освојио је по једном Куп Црне Горе и Другу лигу Црне Горе, док је два пута завршио на трећем мјесту у Првој лиги Црне Горе.

## Историја
Од оснивања, клуб се такмичио у најнижем рангу такмичења у Југославији, а 1961. освојио је Републички куп Црне Горе и пласирао се у Републичку лигу Црне Горе, трећи степен такмичења. У сезони 1967/68. по први пут се пласирао у Другу лигу Југославије, али је испао исте сезоне и до осамостаљења Црне Горе, играо је у трећем рангу такмичења.
Од независности Црне Горе, такмичио се у Другој лиги. Највећи успех клуба је освајање Купа Црне Горе у сезони 2011/12. Исте сезоне клуб је по први у клупској историји обезбедио и пласман у Прву лигу Црне Горе, након што је сезону завршио као први у Другој лиги Црне Горе.
Успешним пласманом на крају сезоне 2011/12. успели су да први пут играју у неком од европских такмичења. Играли су у Лиги Европе 2012/13. и одмах у првом колу квалификација успели су да елиминишу бањалучки Борац. У Бањој Луци је било 2:2, а у Никшићу 1:1, али је због више датих голова у гостима прошао Челик. У другом колу испали су од украјинског Металурга. Украјинци су славили са 4:2 у Никшићу и са 7:0 у Доњецку и укупним резултатом 11:2 прошли у треће коло. Сезону 2012/13 завршили су освајањем трећег места у првенству и поново обезбедили наступ у Лиги Европе, док су купу стигли до финала где су поражени су од Будућности са 1:0.
Након сезоне 2013/14, Челик је иступио из Први лиге, због недостатка финансијских средстава. Клуб се потом неколико година такмичио у Другој и Трећој лиги, а због финансијских проблема угасио се на почетку 2019. године у тренутку када су се такмичили у Трећој лиги.
У децембру 2021. навијачи Челика су поново покренули клуб, који је поново почео са такмичењем од сезоне 2022/23. у регији Центар у оквиру Треће лиге.

## Успеси
| Куп Црне Горе | Победник  | 1 | 2011/12 |
| Куп Црне Горе | Финалиста | 1 | 2012/13 |

## Резултати у такмичењима у Црној Гори
| Сезона   | Ранг             | Лига                       | Бр.екипа           | Позиција            | Куп               |
| -------- | ---------------- | -------------------------- | ------------------ | ------------------- | ----------------- |
| 2006/07. | 2                | Друга лига                 | 12                 | 10. место           | Прво коло         |
| 2007/08. | 2                | Друга лига                 | 12                 | 2. место            | Прво коло         |
| 2008/09. | 2                | Друга лига                 | 12                 | 10. место           | Прво коло         |
| 2009/10. | 2                | Друга лига                 | 12                 | 8. место            | Осмина финала     |
| 2010/11. | 2                | Друга лига                 | 12                 | 8. место            | Прво коло         |
| 2011/12. | 2                | Друга лига                 | 12                 | 1. место            | Победник          |
| 2012/13. | 1                | Прва лига                  | 12                 | 3. место            | Финале            |
| 2013/14. | 1                | Прва лига                  | 12                 | 3. место1           | Четвртфинале      |
| 2014/15. | 3                | Трећа лига — Средња регија | 6                  | 4. место            | Прво коло         |
| 2015/16. | 3                | Трећа лига — Средња регија | 7                  | 1. место            | Нису се такмичили |
| 2016/17. | 2                | Друга лига                 | 12                 | 9. место            | Прво коло         |
| 2017/18. | 2                | Друга лига                 | 12                 | 12. место           | Прво коло         |
| 2018/19. | 3                | Трећа лига — Средња регија | 10                 | напустио такмичење  | Није учествовао   |
| 2019/20. | Није се такмичио | Није се такмичио           | Није се такмичио   | Није се такмичио    | Није се такмичио  |
| 2020/21. | Није се такмичио | Није се такмичио           | Није се такмичио   | Није се такмичио    | Није се такмичио  |
| 2021/22. | Није се такмичио | Није се такмичио           | Није се такмичио   | Није се такмичио    | Није се такмичио  |
| 2022/23. | 3                | Трећа лига — Центар        | 13                 | 3. место            | Није учествовао   |
| 2023/24. | 3                | Трећа лига — Центар        | 12                 | 3. мјесто           | Није учествовао   |
| 2024/25. | 3                | Трећа лига — Центар        | 22 (2 групе по 11) | 2. мјесто у групи А | Није учествовао   |

1Напустили такмичење због недостатка финансијских средстава и следеће сезоне су почели од Треће лиге група Средња регија.

## ФК Челик у европским такмичењима
| Сезона   | Такмичење   | Коло        | Држава              | Клуб            | Домаћин | Гост | Укупан резултат |
| -------- | ----------- | ----------- | ------------------- | --------------- | ------- | ---- | --------------- |
| 2012/13. | Лига Европе | 1. коло кв. | Босна и Херцеговина | Борац Бања Лука | 1:1     | 2:2  | 3:31            |
| 2012/13. | Лига Европе | 2. коло кв. | Украјина            | Металург Доњецк | 2:4     | 0:7  | 2:11            |
| 2013/14. | Лига Европе | 1. коло кв. | Мађарска            | Хонвед          | 1:4     | 0:9  | 1:13            |

1 Челик прошао даље по правилу више голова постигнутих у гостима.

## Статистика
Резултати са републичким ривалима у првенственим утакмицама (Друга савезна лига, Републичка лига ЦГ, Прва лига ЦГ)
* 21 октобар 2012
| Противник              | Укупно | Победа | Ремија | Пораза |
| ---------------------- | ------ | ------ | ------ | ------ |
| ФК Сутјеска Никшић     | 6      | 2      | 1      | 3      |
| ФК Будућност Подгорица | 11     | 0      | 6      | 5      |

## Навијачи
Године 2001. оснива се навијачка група „ФАП Машина“ по којој ће и сам клуб постати познатији, захваљујући сјајној атмосфери на стадиону.
Скраћеница ФАП представља Фабрику Алкохоличара Паб. Од 2001 до данас Фап Машина је једна од главних навијачких група у Црној Гори. У тешком периоду за ФК Челик навијачи су уложили велики напор да помогну свом клубу сакупљањем новчаних средстава, плаћањем трошкова, како би клуб опстао. Озбиљнија прича почиње 2008 године у баражу за улазак у прву лигу против Сутјеске, на којем су Фаповци направили једно од највећих окупљања, око 700 навијача. Рекордан број навијача се окупио 2011 године на гостовању у Подгорици, Челик-Рудар на утакмици Финала Купа, на којем је присуствовало преко 900 навијача, што уједно представља најмасовније гостовање које је једна навијачка група одрадила у Црној Гори.
Група од оснивања заступа антиполитички и антихулигански став, а у навијању су највише изражени глас и дланови по угледу на енглески стил навијања.